# رونا ميترا
رونا ناتاشا ميترا (بالإنجليزية: Rhona Mitra)‏ معروفة بـ (رونا ميترا) ولدت في (9 أغسطس 1976) في بادينغتون، لندن في إنجلترا، المملكة المتحدة. وهي ممثلة، مغنية، وعارضة أزياء إنجليزية.

## النشأة
ميترا ولدت في بادينغتون، لندن في إنجلترا، ابنة «أنطونيو ميترا»، وهو جراح التجميل، وابنة «نورا داوني». وقد أعربت عن الأخ الأكبر، وجيسون واث ميترا، الذي يكبرها عامين،  والدها هو من أصل هندي وإنجليزي، وأمها أيرلندية. وفي عام 1984، عندما كانت ميترا في الثامنة، انفصل والداها بالطلاق، وقالت انها ارسلت إلى مدرسة داخلية. وأمضت عدة سنوات على اثنين من مدارس مختلفة، بما في ذلك مدرسة رودين، ولكن ميترا تقول انها طردت في نهاية المطاف من كل منهما.

## فيلموغرافيه
- من الشرق فينشلي (1995)
- بيل (1996)
- شهوة المجيدة (1997)
- الرجل الذي جعل الأزواج الغيورين
- التخطيط بيبسي (1998)
- طفل في قصر علاء الدين (1998)
- موظف نادى القمار (1998)
- راهب داوسون (1998)
- كيفية تكاثر غيبونز (1999)
- بياولف (1999)
- العميل السري مان (2000)
- خمسة من الحزب (2000)
- أجوف مان (2000)
- الحصول على كارتر (2000)
- جدعون لمعبر (2000)
- منزلي الجميل في ألاباما (2002)
- قطاع الطرق (2003)

- في حياة ديفيد غيل (2003)
- أنت تمسك على (2003)
- والممارسة (2003)
- سبارتاكوس (2004)
- بوسطن ليغال (2004)
- ارتشف / الثنية (2005)
- سكين والكيرز (2006)
- العدد 23 (2007)
- القناص (2007)
- يوم القيامة (2008)

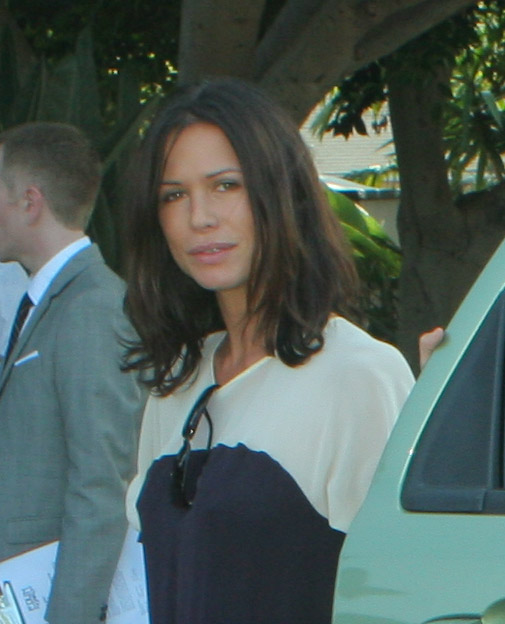
رونا ميترا, في 2007

- عالم الجريمة: رايز أوف ليسانس (2009)
- حياة مسروقة (2009)
- فصل المدينة (2009)
- ستارغيت يونيفرس (2010)
- نيب/تك
- ذا لوفت (2014)

## ديسكوغرافيا

### الألبومات
- يأتي على قيد الحياة (1998)
- انثى أيقونة (1999)

### أغاني فردية
- الحصول على العارية (1997)
- يأتي على قيد الحياة (1997)